# Gettjärnet (Järnskogs socken, Värmland)
Gettjärnet är en sjö i Eda kommun i Värmland och ingår i Göta älvs huvudavrinningsområde. Gettjärnet ligger i Skårsjöbranten Natura 2000-område. Sjöns area är 0,037 kvadratkilometer och den är belägen 173,1 meter över havet.